# Semiocladius kuscheli
Semiocladius kuscheli är en tvåvingeart som beskrevs av James E. Sublette och Wirth 1980. Semiocladius kuscheli ingår i släktet Semiocladius och familjen fjädermyggor. Inga underarter finns listade i Catalogue of Life.